# Monte Caruso
Il Monte Caruso è una montagna appartenente all'appennino lucano, alta 1237 m.

## Caratteristiche
Il nome lo deve ai carusi ovvero i giovani puledri che si vedono spesso pascolare in questo monte.
Caratteristica del monte è quella di essere triplice spartiacque fra i bacini idrografici tributari dei mari Tirreno, Adriatico e Ionio.